# (36350) 2000 NP24
2000 NP24 (asteroide 36350) é um asteroide da cintura principal. Possui uma excentricidade de 0.20780630 e uma inclinação de 8.74519º.
Este asteroide foi descoberto no dia 4 de julho de 2000 por LONEOS em Anderson Mesa.